# بختیار یورولماز
بختیار یورولماز (انگلیسی: Bahtiyar Yorulmaz؛ زادهٔ ۱۲ اوت ۱۹۵۵) بازیکن فوتبال اهل ترکیه است.
از باشگاه‌هایی که در آن بازی کرده‌است می‌توان به باشگاه فوتبال دنیزلی اسپور، باشگاه فوتبال بورسااسپور، باشگاه فوتبال فنرباغچه، و باشگاه فوتبال اسکی‌شهراسپور اشاره کرد.
وی همچنین در تیم ملی فوتبال ترکیه بازی کرده‌است.